# 薩爾溫南鰍
薩爾溫南鰍（學名：Schistura maepaiensis）為輻鰭魚綱鯉形目條鰍科南鰍屬的其中一種。分布於亞洲泰國薩爾溫江流域，本魚體延長，口下位，具觸鬚3對，體色淡褐色，體側具有12-13條鑲黑邊的褐色橫帶，形狀不規則，頭部具有褐色蟲紋，魚鰭淡黃色，尾鰭叉形，上下葉圓鈍，體長可達5.2公分，棲息在水流湍急、礫石底質的河川底層水域，生活習性不明，可做為觀賞魚，飼養時，水族箱應該有適當的水流速和充氧，另應該有光滑的圓形鵝卵石和沙子或細粒礫石，並具有相當明亮的照明，以模擬它們在野外的淺河床。

## 扩展阅读
維基物種上的相關：薩爾溫南鰍